# Arvina
Arvina va ser un cognomen de l'antiga Roma que significava 'sagí'.
El primer personatge a rebre aquest malnom fou Aulus Corneli Cos, que pertanyia a la branca dels Corneli Cos. Posteriorment, el seu fill Publi heretà el cognomen de Cos; com que no se li coneix descendència, no se sap si hi va haver més generacions d'aquesta branca. Segles més tard, el magistrat Gai Papiri Carbó també fou anomenat amb aquest malnom, sembla que en referència al seu físic.